# Europa Cup (mannenhandbal) 1974/75
De European Champions Cup 1974/75 was de vijftiende editie van de hoogste handbalcompetitie voor clubs in Europa. Het Oost-Duitse Vorwärts Frankfurt/Oder won voor de eerste keer de European Champions Cup.

## Deelnemers
| Tweede ronde    | Tweede ronde        | Tweede ronde            | Tweede ronde             |
| --------------- | ------------------- | ----------------------- | ------------------------ |
| MAI Moskou      | VfL Gummersbach     | TJ Škoda Plzeň          | Paris UC                 |
| Refstad IL      | RK Borac Banja Luka |                         |                          |
| Eerste ronde    |                     |                         |                          |
| Śląsk Wrocław   | HC Rovereto         | Lokomotiv Sofia         | TSV St. Otmar Saint-Gall |
| HB Eschois Fola | Steaua Bucarest     | Vorwärts Frankfurt/Oder | BM Granollers            |
| SAAB Linköping  | Brentwood'72        | KV Sasja HC Hoboken     | Hapoël Raanana           |
| Os Belenenses   | KFUM Aarhus         | FH Hafnarfjörður        | Sittardia                |
| Kyndil Tórshavn | HC Bärnbach         |                         |                          |

## Voorronde

### Eerste ronde
| Team 1          | Score   | Team 2                   | 1       | 2       |
| --------------- | ------- | ------------------------ | ------- | ------- |
| Śląsk Wrocław   | 27 – 34 | Vorwärts Frankfurt/Oder  | 12 – 18 | 15 – 16 |
| HB Eschois Fola | 22 – 28 | KV Sasja HC Hoboken      | 11 – 16 | 11 – 12 |
| SAAB Linköping  | 36 – 37 | FH Hafnarfjörður         | 22 – 21 | 14 – 16 |
| Os Belenenses   | 41 – 42 | TSV St. Otmar Saint-Gall | 23 – 16 | 18 – 26 |
| HC Rovereto     | 28 – 40 | BM Granollers            | 13 – 15 | 15 – 25 |
| Steaua Bucarest | 51 – 27 | Hapoël Raanana           | 27 – 12 | 24 – 15 |
| Brentwood'72 HC | 18 – 81 | Sittardia                | 10 – 38 | 08 – 43 |
| KFUM Aarhus     | 61 – 30 | Kyndil Tórshavn          | 34 – 13 | 27 – 17 |
| Lokomotiv Sofia | 46 – 39 | HC Bärnbach              | 28 – 17 | 18 – 22 |

### Tweede ronde
| Team 1                | Score   | Team 2                   | 1       | 2       |
| --------------------- | ------- | ------------------------ | ------- | ------- |
| KV Sasja HC Hoboken   | 28 – 61 | Vorwärts Frankfurt/Oder  | 19 – 25 | 09 – 36 |
| FH Hafnarfjörður      | 42 – 37 | TSV St. Otmar Saint-Gall | 19 – 14 | 23 – 23 |
| Paris UC              | 40 – 48 | VfL Gummersbach          | 20 – 23 | 20 – 25 |
| Budapest Spartacus SC | 51 – 39 | BM Granollers            | 28 – 17 | 23 – 22 |
| TJ Škoda Plzeň        | 41 – 32 | Refstad IL               | 21 – 16 | 20 – 16 |
| Steaua Bucarest       | 44 – 43 | MAI Moskou               | 24 – 22 | 20 – 21 |
| Sittardia             | 26 – 38 | KFUM Aarhus              | 17 – 20 | 09 – 18 |
| Lokomotiv Sofia       | 45 – 49 | RK Borac Banja Luka      | 21 – 20 | 24 – 29 |

## Hoofdronde

### Kwartfinale
| Team 1                | Score   | Team 2                  | 1       | 2       |
| --------------------- | ------- | ----------------------- | ------- | ------- |
| Budapest Spartacus SC | 28 – 34 | VfL Gummersbach         | 15 – 15 | 13 – 19 |
| FH Hafnarfjörður      | 35 – 51 | Vorwärts Frankfurt/Oder | 17 – 21 | 18 – 30 |
| Steaua Bucarest       | 36 – 23 | TJ Škoda Plzeň          | 20 – 07 | 16 – 16 |
| KFUM Aarhus           | 30 – 34 | RK Borac Banja Luka     | 12 – 13 | 18 – 21 |

### Halve finale
| Team 1          | Score   | Team 2                  | 1       | 2       |
| --------------- | ------- | ----------------------- | ------- | ------- |
| VfL Gummersbach | 36 – 38 | Vorwärts Frankfurt/Oder | 18 – 22 | 18 – 16 |
| Steaua Bucarest | 30 – 30 | RK Borac Banja Luka     | 17 – 19 | 13 – 11 |

### Finale
| Datum         | Team 1          | Score   | Team 2                  | Locatie                   |
| ------------- | --------------- | ------- | ----------------------- | ------------------------- |
| 13 april 1975 | VfL Gummersbach | 36 – 38 | Vorwärts Frankfurt/Oder | Westfalenhallen, Dortmund |

|                         |
|                         |
| Vorwärts Frankfurt/Oder |
| 1ste titel              |